# Dasypolia caflischi
Dasypolia caflischi är en fjärilsart som beskrevs av Rühl 1892. Dasypolia caflischi ingår i släktet Dasypolia och familjen nattflyn. Inga underarter finns listade i Catalogue of Life.